# Macrophyes attenuata
Macrophyes attenuata is een spinnensoort in de taxonomische indeling van de buisspinnen (Anyphaenidae).
Het dier behoort tot het geslacht Macrophyes. De wetenschappelijke naam van de soort werd voor het eerst geldig gepubliceerd in 1893 door Octavius Pickard-Cambridge.